# Кваша Олег Володимирович
Олег Володимирович Кваша (рос. Олег Владимирович Кваша; нар. 26 липня 1978, м. Москва, СРСР) — російський хокеїст, лівий нападник.
Вихованець хокейної школи ЦСКА (Москва). Виступав за ЦСКА (Москва), «Біст оф Нью-Гевен» (АХЛ), «Флорида Пантерс», «Нью-Йорк Айлендерс», «Сєвєрсталь» (Череповець), «Фінікс Койотс», «Витязь» (Чехов), «Трактор» (Челябінськ), «Атлант» (Митищі), «Металург» (Магнітогорськ), «Нафтохімік» (Нижньокамськ).
В чемпіонатах НХЛ — 493 матчі (81+136), у турнірах Кубка Стенлі — 21 матч (1+2).
У складі національної збірної Росії учасник зимових Олімпійських ігор 2002 (5 матчів, 0+0), учасник Кубка світу 2004 (2 матчі, 0+1). У складі молодіжної збірної Росії учасник чемпіонатів світу 1997 і 1998. У складі юніорської збірної Росії учасник чемпіонату Європи 1996.
Досягнення
- Бронзовий призер зимових Олімпійських ігор (2002).